# Robert Nanteuil

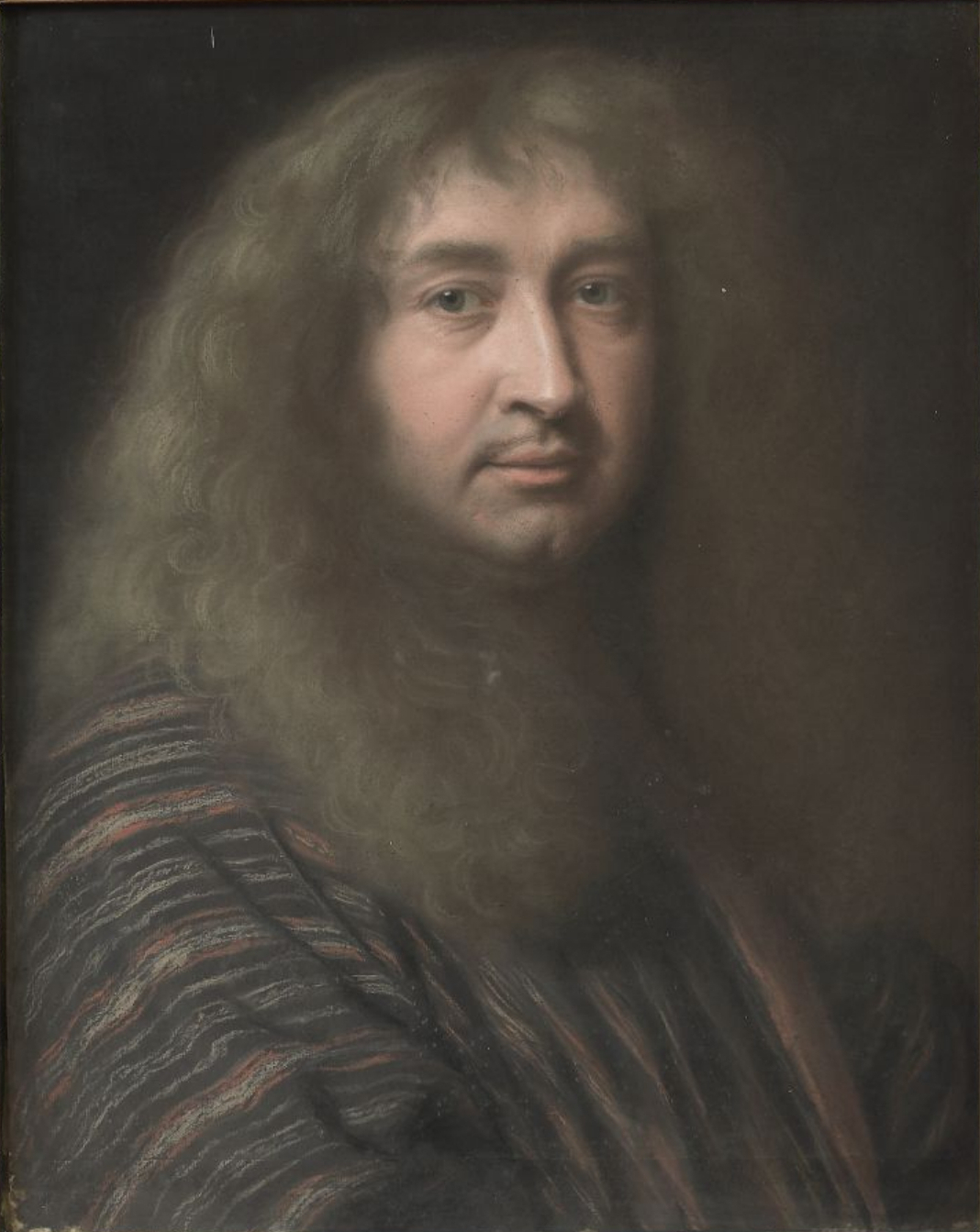
Autoportret, Galeria Uffizi, około 1660 r.

Robert Nanteuil (ur. 1623 w Reims, zm. 1678 w Paryżu) – francuski rytownik, grafik i malarz.
Urodził się w Reims w rodzinie kupca, w 1647 przeniósł się do Paryża, gdzie początkowo zajął się tworzeniem kompozycji religijnych i winietek. W 1658 został rysownikiem królewskim i od tego czasu tworzył niemal wyłącznie rytowane portrety. Posługiwał się najczęściej techniką miedzioryty, właściwą pracę poprzedzał wykonaniem szkiców kredką i pastelami. Jego dzieła odznaczają się analizą psychologiczną postaci, delikatnością linii i efektami światłocieniowymi.
Robert Nanteuil portretował króla Ludwika XIV i jego rodzinę, przedstawicieli arystokracji, uczonych i artystów m.in. kardynała Jules'a Mazarina, Jeana Colberta i Nicolasa Fouqueta. Na jego twórczość znaczący wpływ wywarł francuski malarz portrecista Philippe de Champaigne.